# 金潤鎬

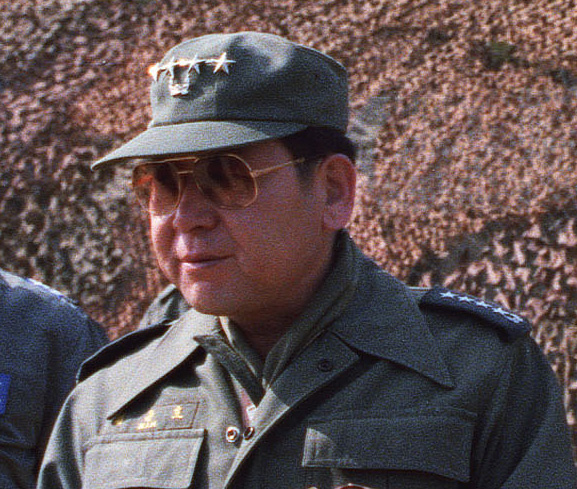
金潤鎬（1983年）

金 潤鎬（キム・ユンホ、キム・ユノ、朝鮮語: 김윤호、1930年8月10日 - 2013年1月12日）は大韓民国の軍人、実業家。第18代合同参謀議長。本貫は慶州金氏。
ソウルに生まれ、京城高等学校を卒業し、陸軍士官学校に進学した。その後も陸軍の各学校に進学し、1982年に第18代合同参謀議長（1982年5月 - 1983年6月）となり、韓国軍最高位の軍人となった。
2013年1月12日午後6時30分、持病により84歳で亡くなった。

## 各経歴一覧

### 学歴
1949年:京城高等普通学校卒業
1950年:大韓民国陸軍士官学校10期
1952年:大韓民国陸軍歩兵学校
1952年:大韓民国陸軍機甲学校
1953年:大韓民国陸軍砲兵学校
1956年:アメリカ陸軍野戦砲兵学校
1962年:馬山大学校政治経済学科 学士
1965年:青九大学大学院政治経済学科政治学修士
1987年:米ニューヨークNYIT人文科学大学院新聞学科言論学修士

### 主要経歴
- 1951年:陸軍第1訓練所第3連隊隷下の中隊長
- 1955年:陸軍首都師団作戦将校
- 1956年:陸軍首都師団作戦参謀
- 1959年:陸軍首都師団作戦課長
- 1964年:陸軍首都師団歩兵課長
- 1966年:在アメリカ大韓民国大使館公使
- 1969年:陸軍週越第9師団作戦課課長
- 1970年:陸軍週越第9師団副師団長
- 1972年:陸軍第33師団長
- 1977年:陸軍教育司令部副司令官
- 1978年:陸軍歩兵学校校長
- 1979年:陸軍第1軍団長
- 1981年:陸軍第1軍司令官
- 1982年:第18代合同参謀議長
- 1983年:陸軍大将
- 1984年:韓国石炭公社理事長
- 1985年:韓国ガス公社理事長
- 1986年:韓国ガス公社理事長を辞任